# Nepiesta tricingulata
Nepiesta tricingulata là một loài tò vò trong họ Ichneumonidae.